# Rumphella aggregata
Rumphella aggregata is een zachte koraalsoort uit de familie Plexauridae. De koraalsoort komt uit het geslacht Rumphella. Rumphella aggregata werd in 1910 voor het eerst wetenschappelijk beschreven door Nutting. 